# Yumikoi makii
Yumikoi makii là một loài bọ cánh cứng trong họ Lucanidae. Loài này được Arnaud mô tả khoa học năm 2006.